# Johnny Bode-priset
Johnny Bode-priset är ett svenskt pris uppkallat efter kompositören Johnny Bode.
Utmärkelsen delas sedan 2013 ut årligen av Johnny Bode-sällskapet, och tilldelas  "en artist eller annan kändis som under det föregående året agerat i Johnny Bodes anda", det vill säga någon som "trampat i klaveret, skapat en skandal eller på annat underhållande vis ställt till det för sig själv och sin omgivning. Extra meriterande är att personen, trots upprepade självförvållade motgångar vägrar att ge upp, utan envetet kämpar på, stark i tron på sig själv."
Priset består av att deltagarna på Johnny Bode-sällskapets årsmöte festar upp prissumman på offentlig lokal. Därefter skickas notan och kvittot tillsammans med ett diplom till pristagaren. Dessutom skickas ett par vita handskar med Johnny Bode-sällskapets logotyp på till pristagaren.
Med ojämna mellanrum utdelas även den så kallade Busgroggen, ett hedersomnämnande "för enskilda roliga blamager". Bland mottagarna finns bland annat Zlatan Ibrahimovic (2020), Felix Herngren (2022), Jonas Jerebko (2023), P.M. Nilsson (2024) och Mattias Milder (2025).

## Pristagare
| År   | Pristagare                                        | Motivering |
| ---- | ------------------------------------------------- | --- |
| 2013 | Michael Brinkenstjärna                            | för ”den uttalade ambitionen [..] att bli känd, kosta vad det kosta vill" och "hans något lättsamma inställning till lagar och förordningar” |
| 2014 | Ken Ring                                          | för ”en osviklig förmåga att skapa problem och lägga krokben för sig själv i sin karriär” |
| 2015 | Marcus Birro                                      | ”Hans frispråkiga och hetlevrade sätt att tveklöst kasta sig in i kontroversiella ämnen har genom åren gjort många upprörda och vållat honom upprepade bekymmer” |
| 2016 | Kristoffer ”Kringlan” Svensson                    | ”Ingen kulturpersonlighet har under 2015 så grundligt skjutit sin egen karriär i sank” |
| 2017 | Mona Sahlin                                       | ”Det speciella med Mona Sahlin är inte varje enskild incident i sig, utan att hon i likhet med Johnny Bode aldrig slutar förbluffa allmänheten med nya tilltag” |
| 2018 | Manuel Knight                                     | ”Manuel Knight är […] en underhållare och entusiast. Han verkar leva efter Fritiof Nilsson Piratens motto ’Det finns ingenting som inte hänt, men mycket som inte berättats’. Han har inte skadat någon, men glatt låtit myndigheter och företag fylla hans fickor för att lyssna på rövarhistorier. Sedan har han skrattat hela vägen till banken.”                                                |
| 2019 | Anton "Mr Cool" Magnusson                         | ”det som framförallt gör Anton Magnusson till en värdig pristagare är det sätt på vilket en tre år gammal låt plötsligt och oväntat exploderade, likt en skitbomb under hans favoritfåtölj. Att diverse högprofilerade kulturpersonligheter fick rida ut i försvar för en artist som de normalt sett inte skulle ta i med tång, tillför en extra absurditet som Johnny Bode-sällskapet uppskattar.” |
| 2020 | Svenska Akademien                                 | ”för en enastående dramaturgisk duperingsbragd. [...] att utse en folkmordsförnekare till Nobelpristagare. Givetvis toppat med åtföljande interna avståndstaganden och nya avhopp.” |
| 2021 | Beredskapsmuseet                                  | ”Först hotade man friskt med rättsliga åtgärder [...] Därefter såg man till att åklagare väckte åtal mot författaren och komikern Aron Flam [...]” |
| 2022 | Ida Freyschuss, VD för Ängsbacka kursgård, Molkom | för att ”på ett storartat sätt levt upp till Johnny Bodes hedonistiska credo" och "för ett agerande som både har orsakat upprördhet i Sverige och ansträngda förhållanden till Norge [...]” |
| 2023 | Margaux Dietz                                     | för att ha ”skapat en kritikstorm mot sig själv genom att publicera en Youtubevideo av en utslagen man utanför sin ytterdörr. [...] en metaskandal.” |
| 2024 | Mille Örnmark                                     | "för kreativt CV-författande och fiffiga affärer helt i Johnny Bodes anda. [...]" |
| 2025 | Bella Nilsson, vd för Think Pink                  | "för en karriär som på ett sant Bodemässigt sätt rymmer såväl erotik och extravagans som fantasifulla affärsmetoder [...]" |